# Грос, Паскаль
Паска́ль Грос (нем. Pascal Groß; род. 15 июня 1991, Мангейм, Германия) — немецкий футболист, полузащитник дортмундской «Боруссии» и сборной Германии. Участник чемпионата Европы 2024.

## Карьера
Начинал заниматься футболом в мангеймской школе «Неккарау», откуда в 2007 году вместе с Марко Террацино и Мануэлем Гюльде перебрался в создаваемую вторую команду «Хоффенхайма». Проведя всего 6 игр и забив 2 мяча за «Хоффенхайм II», Паскаль стал привлекаться к основному составу. 2 мая 2009 года Паскаль дебютировал в Бундеслиге в выездном матче 30-го тура против «Вольфсбурга», который был проигран синими с разгромным счётом 4:0. Грос вышел на поле на 90-й минуте, заменив Чинеду Обаси. Всего за два сезона в «Хоффенхайме» провёл пять игр.
В январе 2011 года вместе с Марко Террацино перешёл в «Карлсруэ».
10 июня 2017 года Грос перешёл в английский клуб «Брайтон энд Хоув Альбион», с которым заключил контракт на четыре года.

## Карьера в сборной
Провёл 10 матчей и забил два мяча за юношескую сборную Германии до 18 лет, был одним из лидеров команды.
9 сентября 2023 года дебютировал за национальную сборную Германии в проигрышном домашнем товарищеском матче против сборной Японии (1:4), выйдя на замену на 64-й минуте.
Был включён в состав сборной на домашний чемпионат Европы 2024 года.